# سرفايفر سيريس (1994)
سرفايفر سيريس 1994 (بالإنجليزية: Survivor Series (1994))‏ هو عرض مصارعة محترفة من فئة الدفع مقابل المشاهدة وهو العرض الثامن من سلسلة عروض سرفايفر سيريس. عُرض في 23 نوفمبر 1994 في مدينة سان أنطونيو بولاية تكساس.

## وصلات خارجية
- Official Survivor Series website